# Cánh cung Đông Triều
Cánh cung Đông Triều là tên gọi chung hai dãy núi xếp thành hình cánh cung là Nam Mẫu (Yên Tử) và Bình Liêu cùng vùng đồi đá phiến ở giữa hai dãy. Cánh cung Đông Triều ở phía đông của vùng Đông Bắc Việt Nam.

## Địa lý
Cánh cung Đông Triều nằm trên địa phận các tỉnh và thành phố: Quảng Ninh, Lạng Sơn, Bắc Giang, Hải Dương, Hải Phòng. Xuất phát từ hệ thống núi giáp biên giới Việt-Trung, vào Việt Nam, đầu tiên nó chạy theo hướng Đông Bắc-Tây Nam, dọc theo ranh giới hai tỉnh Quảng Ninh và Lạng Sơn, sau đó vòng sang hướng Đông-Tây khi tới phía Nam tỉnh Quảng Ninh, đến cuối thì chạy hơi chếch theo hướng Đông Đông Nam-Tây Tây Bắc trên ranh giới hai tỉnh Hải Dương và Bắc Giang. Dãy núi Đông Triều có lưng quay về hướng Đông Nam, trông ra Biển Đông, tại đây nó còn phát triển xuống tới thành phố Hải Phòng tới tận bán đảo Đồ Sơn. Về phía Đông, dãy núi này còn kéo dài ra ngoài biển, tạo nên một hệ thống các đảo đá kỳ thú của Vịnh Hạ Long và Bái Tử Long. Nổi tiếng nhất trong dãy núi này là ngọn núi Yên Tử.

## Đặc điểm địa hình
Các đỉnh núi lớn ở cánh cung Đông Triều được cấu tạo bằng đá phun trào rhyolite. Các đỉnh cao nhất là núi Khoáng Nam Châu Lãnh cao 1.507 m và núi Cao Xiêm cao 1.429 m. Phía nam của cánh cung thấp hơn phía bắc; có các đỉnh cao đáng kể là núi Yên Tử và núi Am Váp. Vùng đồi đá phiến giữa hai dãy Nam Mẫu và Bình Liêu có độ cao tương đối đồng đều, chừng 200–300m, một số điểm cao 500m. Xen giữa vùng này là một vài lòng chảo giữa núi ở hai bên các sông Phố Cũ và sông Ba Chẽ. Phía mặt lõm của cánh cung Đông Triều (tức phía tây) là vùng đồi núi thấp Lục Ngạn.